# Anton Griep
Anton Griep (Oude Pekela, 12 juni 1986) is een Nederlands radiopresentator en nieuwslezer bij Qmusic.

## Levensloop

### Opleiding
Griep volgde de PABO aan de Stenden Hogeschool Groningen. Hierna ging hij van 2006 tot 2009 als invaldocent aan de slag op verschillende scholen in Noord-Nederland.

### Carrière
In 2004 meldde Griep zich bij Radio Winschoten, de lokale omroep van Winschoten. In 2007 begon hij bij Simone FM als presentator van het middagprogramma.
Begin 2017 maakte Griep de overstap naar Qmusic, waar hij producer en redacteur werd van de avondprogramma's van Menno Barreveld en Kai Merckx. Een half jaar later werd Griep tevens de vaste nieuwslezer in de avond. In 2019 verhuisde hij naar de middagshow van Domien Verschuuren. Zijn rol bij de middagshow werd gaandeweg steeds groter en daarom werd Griep per februari 2023 de vaste sidekick van dit programma en stopte hij als nieuwslezer. Vanaf 2024 presenteert hij tevens de Sinterklaasactie die Qmusic jaarlijks organiseert tijdens de Sinterklaasperiode. Hiermee volgt hij Kai Merckx op die deze actie van 2019 t/m 2023 presenteerde, maar in 2024 overstapte naar Joe, de zuster-zender van Qmusic.

## Trivia
- In 2021 won hij de RadioFreak.nl award voor "beste nieuwslezer".[1]